# Proantocijanidin B-tipa
B tip proantocijanidina je specifični tip proantocijanidina. Jedinjenja ove grupe su klasa flavanoida. Ona su oligomeri flavan-3-ola.

## Dimerni B tip proantocijanidina
Ovi molekuli imaju molekularnu formulu C30H26O12 (molarna masa: 578.52 g/mol, precizna masa: 578.142426).

### Molekuli sa 4→8 vezama
Veza 4-8 može da bude u alfa ili beta poziciji.
- Procijanidin B1 ili epikatehin-(4β→8)-katehin
- Procijanidin B2 ili (−)-epikatehin-(4β→8)-(−)-epikatehin
- Procijanidin B3 ili katehin-(4α→8)-katehin
- Procijanidin B4 ili latehin-(4α→8)-epikatehin

### Molekuli sa 4→6 vezama
- Procijanidin B5 ili epikatehin-(4β→6)-epikatehin
- Procijanidin B6 ili katehin-(4α→6)-katehin
- Procijanidin B8 ili katehin-(4α→6)-epikatehin

### Hemija
B-tip procijanidin (katehinski dimer) se može konvertovati u A-tip procijanidina putem radikale oksidacije.
Dimerni proantocijanidini se isto tako mogu sintetisati sa procijanidinom bogatim ekstraktima semena grožđa reakcijom sa flavan-3-olima uz kiselinsku katalizu.

## Trimerni B tip proantocijanidina
- Procijanidin C1
- Procijanidin C2

### Hemijska sinteza
Stereoselektivna sinteza benzilisanog katehinskog trimera putem intermolekularne kondenzacije se ostvaruje koristeći ekvimolarne količine dimernog katehinskog nukleofila i monomernog katehinskog elektrofila u prisustvu katalizatora AgOTf ili AgBF4. Spregnuti produkt se može transformisati u procijanidin C2 koristeći objavljenu proceduru.

## Iterativna oligomerna hemijska sinteza
Sprezanje koristeći C8-boronsku kiselinu kao usmeravajuću grupu je razvijeno u sintezi prirodnog procijanidina B3 (i.e., 3,4-trans-(+)-katehin-4α→8-(+)-katehin dimer). Ključna interflavanska veza se formira koristeći Luisovo kiselinom pospešeno sprezanje C4-etra 6 sa C8-bornom kiselinom 16 da bi se formirao α-vezani dimer sa visokom diastereoselektivnošću. Putem upotrebe borne zaštitne grupe, ova procedura se može primeniti na sintezu zaštićenih procijanidinskih trimernih analoga do prirodnog procijanidina C2.